# Schizocyathus fissilis
Schizocyathus fissilis is een rifkoralensoort uit de familie van de Schizocyathidae. De wetenschappelijke naam van de soort is voor het eerst geldig gepubliceerd in 1874 door Pourtalès.